# 大野和美
大野 和美（おおの かずみ）は、日本の経済学者。

## 学歴
- 1959年　埼玉大学文理学部経済学科卒業
- 1967年　東京教育大学大学院文学研究科（社会科学）博士課程単位取得退学

## 職歴
- 1967年　埼玉大学経済短期大学部専任講師
- 1969年　埼玉大学経済短期大学部助教授
- 1980年　埼玉大学経済短期大学部教授
- 1992年　埼玉大学経済学部教授（-2001年）

## 著書
- 『世界経済論』大島清（編）（共著）、勁草書房、1965年
- 『戦後世界の経済過程』（共著）、東京大学出版会、1968年
- 『戦後世界の通貨体制』大島清（編）（共著）、東京大学出版会、1972年
- 『国際関係 （総説・日本経済第4巻）』（共著）、東京大学出版会、1978年
- 『現代世界経済』大島清（編）（共著：大島清・樋口均・大野和美・丹下博之・鈴木均・鎌田一義・飯野敏夫）、東京大学出版会、1987年
- 『現代世界経済の研究』、大野和美・鎌田一義（編著）、学文社、1996年

## 論文
- 「信用論についての覚え書（1）」、『社会科学論集』、21号、82-92頁、1967年
- 「信用論についての覚え書（2）」、『社会科学論集』、23号、115-125頁、1968年
- 「日本資本主義の対外進出 1960年代後半」、『社会科学論集』、38・39号、227-257頁、1977年
- 「日本資本主義の対外進出 （2）」、『社会科学論集』、40号、165-191頁、1977年
- 「日本資本主義の対外進出 （3）」、『社会科学論集』、41号、69-106頁、1978年
- 「現代世界経済論のための覚え書」、『社会科学論集』、59号、149-157頁、1986年
- 「日本資本主義の国際的展開 パクス・アメリカーナ崩壊の要因として（1）」、『社会科学論集』、78・79号、47-64頁、1993年
- 「日本資本主義の国際的展開 パクス・アメリカーナ崩壊の要因として（2）」、『社会科学論集』、80号、57-74頁、1993年
- 「日本資本主義の国際的展開 パクス・アメリカーナ崩壊の要因として（3）」、『社会科学論集』、81号、77-85頁、1994年
- 「日本的完全雇用体制の変容（1） 現代日本資本主義の変質の一局面」、『社会科学論集』、82号、83-100頁、1994年
- 「日本的完全雇用体制の変容（2） 現代日本資本主義の変質の一局面」、『社会科学論集』、83号、19-35頁、1994年

## 専門分野
- 国際経済論